# ALH 84001
ALH 84001, nome ufficiale completo Allan Hills 84001, è un meteorite recuperato nella zona delle Allan Hills, in Antartide, nel dicembre 1984 da Roberta Score, facente parte di una squadra di cercatori di meteoriti statunitensi impegnati nel progetto ANSMET. Si suppone che, come ogni altro membro del gruppo di meteoriti marziane (Shergottiti, Nakhliti, Chassigniti), ALH 84001 provenga dal pianeta Marte. Al momento della scoperta pesava 1931 g.

## Storia
In base alle ipotesi sull'origine di rocce extraterrestri, è probabile che il frammento si sia formato su Marte, a seguito di un catastrofico impatto meteorico durante il periodo Archeano, 4 091 milioni di anni fa. Circa 15 milioni di anni fa, a seguito di un altro impatto meteorico, il frammento ha lasciato il pianeta, per arrivare sulla Terra, approssimativamente 13 000 anni fa.

## Datazione
Le datazioni sono state individuate mediante una serie di tecniche di datazione radiometrica: datazione samario-neodimio (Sm-Nd), datazione rubidio-stronzio (Rb-Sr), potassio-argo e con il metodo del Carbonio 14.

## Possibili forme di vita
Dal 6 agosto 1996 ALH 84001 fu per un certo periodo al centro dell'attenzione mediatica poiché, come riportato in un articolo pubblicato da David McKay della NASA, sembrava che potesse contenere tracce di vita marziana.

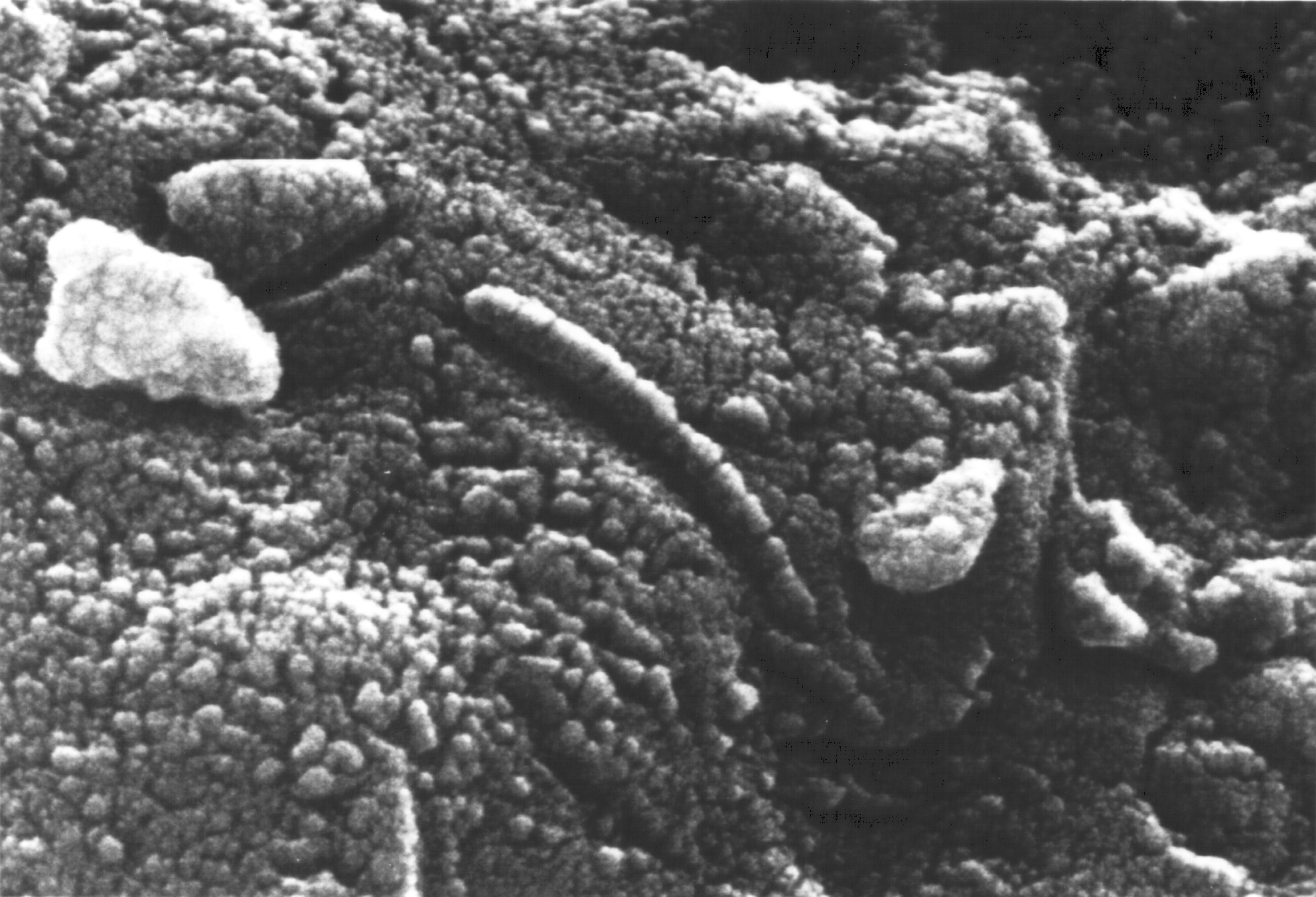
Il microscopio elettronico mostra una struttura a catena morfologicamente simile a organismi di natura biologica su un frammento del meteorite ALH 84001

Mediante un microscopio elettronico a scansione vennero individuate alcune formazioni che, per la loro morfologia, si riteneva potessero essere batteri fossili. Queste strutture, con un diametro compreso tra i 20 e 100 nanometri, erano simili a quelle dei nanobatteri terrestri, ma un ordine di grandezza più piccolo di qualsiasi forma di vita cellulare conosciuta.
Inizialmente si ritenne che il reperto potesse essere testimone di forme di vita aliene e la notizia trovò vasta eco sui giornali di tutto il mondo; fu persino annunciata ufficialmente alla televisione dal presidente degli U.S.A. Bill Clinton che parlò di "una scoperta potenzialmente epocale". Tuttavia in seguito un gruppo di scienziati riprodusse in laboratorio delle formazioni analoghe dimostrando che quelle osservate erano semplicemente strutture minerali che si formano autonomamente in determinate condizioni di calore e pressione. Così il famoso "batterio nel meteorite marziano", si dimostrò essere soltanto un'illusione ottica.

## Le origini su Marte
Nel settembre 2005, Vicky Hamilton dell'Università delle Hawaii a Manoa ha presentato analisi sul meteorite utilizzando le informazioni provenienti dal Mars Global Surveyor e dal Mars Odyssey, sonde che attualmente orbitano attorno a Marte. Secondo le analisi i canyon Eos Chasma, nella Valles Marineris, sono le sorgenti della meteorite. Le analisi si sono limitate a zone non oscurate da polvere marziana.

## ALH 84001 nella fiction
La verità del ghiaccio (Deception Point), è un romanzo di Dan Brown nel quale la storia ha come tema centrale un caso simile ad ALH 84001. La meteorite ALH 84001 viene esplicitamente citata nella prima pagina del libro.
Anche nel libro Il simbolo perduto, sempre di Dan Brown, nel capitolo 11 vi è un riferimento al meteorite ALH 84001.
Nel film Contact le riprese televisive del discorso del presidente Bill Clinton sulla scoperta dei microfossili in ALH 84001 vennero utilizzate per l'annuncio della scoperta del messaggio alieno, senza venir adattate o modificate in alcuna maniera. La versione italiana del film addirittura lascia questa parte non doppiata, per mostrare che è davvero il presidente Clinton a parlare.
Il meteorite ALH 84001 è citato nel racconto Il custode di Marte, contenuto nell'antologia Cattive acque (2000) di Martin Amis.